# Cucumaria vegae
Cucumaria vegae är en sjögurkeart som beskrevs av Jakob Gustaf Gösta Theel 1886. Cucumaria vegae ingår i släktet Cucumaria och familjen korvsjögurkor. Inga underarter finns listade i Catalogue of Life.